# Coleura afra
Coleura afra är en fladdermusart som först beskrevs av Peters 1852.  Coleura afra ingår i släktet Coleura och familjen frisvansade fladdermöss. IUCN kategoriserar arten globalt som livskraftig. Inga underarter finns listade i Catalogue of Life.

## Utseende
Coleura afra blir med svans 62 till 64 mm lång, svanslängden är 14,5 till 16 mm och vikten är 10 till 12 g. Honor är ofta lite större än hannar. Arten har 45 till 55 mm långa underarmar, 8,5 till 9 mm långa bakfötter och cirka 13 mm långa öron. Håren på ovansidan är ljusbrun vid roten och mörkare brun vid spetsen. Pälsen blir fram mot undersidan ljusare utan tydlig gräns. Arten har en konformig nos och inga hudflikar (blad) på näsan. Hos Coleura afra förekommer en genomskinlig ljusbrun flygmembran. I underkäken finns på varje sida 3 framtänder, 1 hörntand, 2 premolarer och 3 molarer. Däremot har överkäken bara en framtand på varje sida.
De trekantiga öronen med avrundade kanter står långt ifrån varandra och de är bara nära huvudet täckta med hår. Örats broskiga flik (tragus) är långsträckt. Den övre läppen når lite längre fram än underläppen och den har på undersidan en bredare utskjutande del som passar ihop med en fördjupning i underläppen. Dessutom finns styva hår på överläppen. Pälsen är mjuk och tät. Vid bakfötterna förekommer en hälsporre (calcar) som är ungefär lika lång som svansen. Stortån och lilltån är bara lite kortare än de tre andra tårna. Alla tår är utrustade med klor. Tungan har många små utskjutande delar som liknar knölar eller taggar.

## Utbredning
Denna fladdermus förekommer med flera från varandra skilda populationer i Afrika söder om Sahara. I syd når arten Angola och Moçambique. Populationen på Madagaskar beskrevs 2012 som självständig art, Coleura kibomalandy. Habitatet utgörs av savanner och andra öppna landskap med träd.

## Ekologi
Arten vilar i grottor, bergssprickor och byggnader. Där bildar de kolonier. I Kenya har kolonier med 50 000 individer observerats. Inom kolonin förekommer mindre grupper som vilar tätare ihop som består av en vuxen hanne och några honor. Under jakten är hannar vanligen ensamma och de försvarar ett revir. Honor har två kullar per år under regntiderna. De parar sig kort efter födelsen igen. Dräktigheten varar 114 till 122 dagar och sedan föds en enda unge. Den klamrar sig under den första tiden fast i moderns päls. Individer av båda kön blir könsmogna under det första levnadsåret. Hos unga honor som parar sig för första gången före den långa torra perioden vilar det befruktade ägget ofta fram till den korta torra perioden innan dräktigheten börjar.